# Pingelap Village
Pingelap Village är en ort i Mikronesiska federationen.   Den ligger i kommunen Pingelap Municipality och delstaten Pohnpei, i den östra delen av landet, 290 km öster om huvudstaden Palikir. Pingelap Village ligger 12 meter över havet och antalet invånare är 438. Den ligger på ön Pingelap.
Terrängen runt Pingelap Village är mycket platt.  Det finns inga andra samhällen i närheten. 